# Ga Đức Lạc
Ga Đức Lạc là một nhà ga xe lửa tại xã Hoà Lạc, huyện Đức Thọ, tỉnh Hà Tĩnh. Nhà ga là một điểm trên tuyến đường sắt Bắc Nam tiếp nối sau ga Yên Trung và trước ga Yên Duệ. Lý trình ga: Km 344 + 750.